# Echinochalina
Echinochalina is een geslacht van sponsdieren uit de klasse van de Demospongiae (gewone sponzen).

## Soorten
- Echinochalina (Echinochalina) anomala Hallmann, 1912
- Echinochalina (Echinochalina) australiensis (Ridley, 1884)
- Echinochalina (Echinochalina) barba (Lamarck, 1813)
- Echinochalina (Echinochalina) felixi Hooper, 1996
- Echinochalina (Echinochalina) gabrieli (Dendy, 1896)
- Echinochalina (Echinochalina) intermedia (Whitelegge, 1902)
- Echinochalina (Echinochalina) isochelifera (Uriz, 1988)
- Echinochalina (Echinochalina) melana van Soest & Stentoft, 1988
- Echinochalina (Echinochalina) reticulata Whitelegge, 1907
- Echinochalina (Echinochalina) ridleyi (Dendy, 1896)
- Echinochalina (Echinochalina) spongiosa (Dendy, 1896)
- Echinochalina (Echinochalina) tubulosa (Hallmann, 1912)
- Echinochalina (Protophlitaspongia) bargibanti Hooper & Lévi, 1993
- Echinochalina (Protophlitaspongia) bispiculata (Dendy, 1895)
- Echinochalina (Protophlitaspongia) collata Hooper, 1996
- Echinochalina (Protophlitaspongia) favulosa Hooper, 1996
- Echinochalina (Protophlitaspongia) isaaci Hooper, 1996
- Echinochalina (Protophlitaspongia) laboutei Hooper & Lévi, 1993
- Echinochalina (Protophlitaspongia) mucronata (Topsent, 1897)
- Echinochalina (Protophlitaspongia) oxeata (Burton, 1934)
- Echinochalina (Protophlitaspongia) tuberosa Hooper, 1996